# 2006 à Terre-Neuve-et-Labrador
Chronologie de Terre-Neuve-et-Labrador
- 2002
- 2003
- 2004
- 2005
- 2006
- 2007
- 2008
- 2009
- 2010

Cette page concerne des événements survenus en 2006 dans la province canadienne de Terre-Neuve-et-Labrador.

## Politique
- Premier ministre : Danny Williams
- Chef de l'Opposition :
- Lieutenant-gouverneur :
- Législature :